# Cocorná

Bandeira de Cocorná.

Localização de Cocorná, no departamento de Antioquia.

Cocorná é uma cidade e município da Colômbia, no departamento de Antioquia. Dista 80 quilômetros de Medellín, a capital do departamento. O município possui uma superfície de 211 quilômetros quadrados.